# Antoni Mińkiewicz
Antoni Mińkiewicz (16. září 1881 Lyčivka – cca 1920) byl polský důlní inženýr, sociální aktivista a ministr zásobování ve vládách Józefa Świeżyńského, Jędrzeje Moraczewského a Ignacyho Jana Paderewského.

## Život
Pocházel ze zemanské rodiny. Absolvoval gymnázium v Žytomyru a poté začal studovat na Kyjevské univerzitě, ale byl vyloučen za účast v polských mládežnických organizacích a na vlasteneckých demonstracích. Později studoval na Hornické akademii v rakouském Leobenu. Po jejím absolvování byl zaměstnán jako důlní inženýr v dole Józef ve Starém Olkuszi. Jako předseda pomocného výboru v Olkuszi přispěl mimo jiné v roce 1916 k vytvoření polského Gymnázia krále Kazimíra Velikého, založení pobočky Polské turistické společnosti a vydávání dvoutýdeníku Kronika Powiatu Olkuskiego.
Od 23. října do 4. listopadu 1918 a poté znovu od 17. listopadu 1918 do 30. září 1919 působil jako ministr zásobování ve vládách Józefa Świeżyńského, Jędrzeje Moraczewského a Ignacyho Jana Paderewského. Za polsko-sovětské války zastával od ledna 1920 post vrchního komisaře Civilní správy volyňské země a podolské fronty. Dne 12. července 1920 jel vlakem na trase Chmelnyckyj–Kremenec, který byl přepaden sovětskými vojáky. Mińkiewicz buď při této akci zahynul, nebo byl zajat a zemřel později v zajetí.